# Phrynosomatidae
Famille
Synonymes
- Phrynosomatinae Fitzinger, 1843
- Sceloporinae Kästle, 1971

Les Phrynosomatidae sont une famille de sauriens. Elle a été créée par Leopold Fitzinger en 1843.

## Répartition
Les espèces de cette famille se rencontrent en Amérique du Nord.

## Description
Cette famille regroupe les lézards épineux d'Amérique du Nord.

## Liste des genres
Selon The Reptile Database (18 février 2013) :
- genre Callisaurus Blainville, 1835
- genre Cophosaurus Troschel, 1852
- genre Holbrookia Girard, 1851
- genre Petrosaurus Boulenger, 1885
- genre Phrynosoma Wiegmann, 1828
- genre Sceloporus Wiegmann, 1828
- genre Uma Baird, 1859
- genre Urosaurus Hallowell, 1854
- genre Uta Baird & Girard, 1852

## Publications originales
- Fitzinger, 1843 : Systema Reptilium, fasciculus primus, Amblyglossae. Braumüller et Seidel, Wien, p. 1-106 (texte intégral).
- Kästle, 1971 : Die Leguan. p. 181-206 in Grzimek, Hediger, Klemmer, Kuhn & Wermuth, 1971 : Kriechthiere. Grzimek's Tierleben, vol. 6.